# الکناش المنصوری

## کتاب منصوری
کتاب منصوری کتابی از محمد زکریای رازی در زمینه پزشکی است.

## معرفی
زکریای رازی، پزشک و دانشمند بزرگ ایرانی، این کتاب را برای یکی از حاکمان ری به نام منصور بن اسحق تألیف کرده است. نام این کتاب در فهرست ابن الندیم آمده و بیرونی آن را «کناش» یا مجموعه طبی خوانده است. کتاب منصوری از منابع مهم درسی اروپا در قرون وسطی بوده و حاوی مطالب علمی از دوران پزشکان یونانی و اسلامی تا زمان رازی است. این کتاب مشتمل بر ده مقاله است که هر یک به موضوعی خاص در علم پزشکی می‌پردازد.

## ساختار و محتوای کتاب
کتاب منصوری شامل ده مقاله اصلی است که هر کدام به جنبه‌های مختلف پزشکی می‌پردازد.

### مقاله اول: تشریح
مقالهٔ اول دربارهٔ تشریح قسمت‌های مختلف بدن است که شامل بیست و شش فصل می‌باشد. این بخش به تفصیل ساختار اندام‌های داخلی و خارجی بدن انسان را توضیح می‌دهد.

### مقاله دوم: مزاج‌ها
مقالهٔ دوم در مورد مزاج‌های بدن انسان و مختصری در باب فیزیولوژی است و شامل پنجاه و هشت فصل می‌باشد. این مقاله به بررسی حالت‌های مختلف مزاجی و تأثیر آن‌ها بر سلامت بدن می‌پردازد.

### مقاله سوم: داروها
مقالهٔ سوم در باب نیروهای داروها و خواص شیر، ماهی و مشروبات است و شامل بیست و پنج فصل می‌باشد. این مقاله توضیحات دقیقی دربارهٔ تأثیرات درمانی و خواص غذایی مواد مختلف ارائه می‌دهد.

### مقاله چهارم: بهداشت
مقالهٔ چهارم دربارهٔ بهداشت بدن و اعضای بدن است و شامل سی و یک فصل می‌باشد. این بخش شامل دستورالعمل‌هایی برای حفظ سلامتی و پیشگیری از بیماری‌ها است.

### مقاله پنجم: بیماری‌های ظاهری
مقالهٔ پنجم در مورد بیماری‌های مو، رنگ صورت، چشم، گوش و دندان‌ها و طرز کشیدن و بیماری‌های ظاهری بدن است و مشتمل بر هفتاد و هفت فصل می‌باشد. این مقاله به بررسی و درمان مشکلات ظاهری و بیماری‌های پوست و مو می‌پردازد.

### مقاله ششم: دستورهای مسافران
مقالهٔ ششم دستورهایی برای مسافران و مراقبت از شکستن دست و اعضای بدن و دستور غذایی است و شامل هفده فصل می‌باشد. این مقاله راهنمایی‌های عملی برای حفظ سلامت در سفرهای طولانی ارائه می‌دهد.

### مقاله هفتم: جراحی
مقالهٔ هفتم یک دورهٔ کامل جراحی است و مشتمل بر هفده فصل می‌باشد. این بخش تکنیک‌های جراحی و روش‌های درمان جراحات را شرح می‌دهد.

### مقاله هشتم: درمان زهرها
مقالهٔ هشتم دربارهٔ درمان زهرها، پرهیز از حشرات موذی و سم آن‌ها و غذاهای فاسد است و شامل پنجاه و چهار فصل می‌باشد. این مقاله به شناسایی و درمان مسمومیت‌ها و نحوهٔ پیشگیری از آن‌ها می‌پردازد.

### مقاله نهم: بیماری‌شناسی
مقالهٔ نهم یک دورهٔ کامل بیماری‌شناسی و درمان آن‌ها است. این مقاله نود و چهار فصل دارد و به تفصیل بیماری‌های مختلف و روش‌های درمان آن‌ها را شرح می‌دهد.

### مقاله دهم: درمان‌شناسی
مقالهٔ دهم یک دورهٔ درمان‌شناسی بیماری‌ها است و مشتمل بر سی و سه فصل می‌باشد. این بخش روش‌های درمان بیماری‌های مختلف را بیان می‌کند.

## اهمیت تاریخی و علمی
کتاب منصوری به عنوان یکی از منابع اصلی درسی در قرون وسطی در اروپا مورد استفاده قرار می‌گرفت. این کتاب نه تنها در حوزه پزشکی بلکه در زمینه‌های مختلف علمی نیز تأثیرگذار بوده است. رازی با تألیف این کتاب نشان داد که علم پزشکی اسلامی نه تنها ادامه‌دهنده میراث یونان باستان بوده بلکه به طور قابل توجهی آن را توسعه داده است.

## تأثیر در دنیای پزشکی
این کتاب به عنوان یکی از مهم‌ترین آثار رازی در حوزه پزشکی، تأثیر زیادی بر پیشرفت علم پزشکی در دوران خود داشت. بسیاری از اکتشافات و نوآوری‌های پزشکی رازی از طریق کتاب منصوری به دیگر دانشمندان منتقل شد و پایه‌گذار روش‌های جدید در تشخیص و درمان بیماری‌ها شد.

## تصحیح و چاپ
این کتاب در سال ۱۳۸۷ با ترجمه و تصحیح دکتر محمدابراهیم ذاکر و همت مرکز تحقیقات اخلاق و تاریخ پزشکی دانشگاه علوم پزشکی تهران توسط انتشارات دانشگاه علوم پزشکی تهران چاپ و منتشر شده است. این تصحیح و چاپ جدید به محققان و علاقه‌مندان این امکان را می‌دهد تا با یکی از مهم‌ترین آثار پزشکی دوران اسلامی آشنا شوند.